# Metacatharsius
Metacatharsius är ett släkte av skalbaggar. Metacatharsius ingår i familjen bladhorningar.

## Dottertaxa tillMetacatharsius, i alfabetisk ordning[1]
- Metacatharsius abortivus
- Metacatharsius anderseni
- Metacatharsius anomalus
- Metacatharsius auberti
- Metacatharsius basilewskyi
- Metacatharsius bateke
- Metacatharsius benadirensis
- Metacatharsius bidentatus
- Metacatharsius brevicosta
- Metacatharsius clypeolatus
- Metacatharsius darfurensis
- Metacatharsius dentinum
- Metacatharsius duplicatus
- Metacatharsius exiguiformis
- Metacatharsius exiguus
- Metacatharsius ferreirae
- Metacatharsius ferrugineus
- Metacatharsius freyi
- Metacatharsius gardoensis
- Metacatharsius holyi
- Metacatharsius imitator
- Metacatharsius inermis
- Metacatharsius kindiai
- Metacatharsius latifrons
- Metacatharsius lomii
- Metacatharsius marani
- Metacatharsius minutus
- Metacatharsius modestus
- Metacatharsius murati
- Metacatharsius nubiensis
- Metacatharsius omoensis
- Metacatharsius opacus
- Metacatharsius ovulum
- Metacatharsius parcepunctatus
- Metacatharsius patrizii
- Metacatharsius peleus
- Metacatharsius pernitidus
- Metacatharsius perpunctatus
- Metacatharsius petrovitzi
- Metacatharsius politus
- Metacatharsius pollicatus
- Metacatharsius pseudoopacus
- Metacatharsius pumilioniformis
- Metacatharsius pumilionis
- Metacatharsius pusio
- Metacatharsius renaudi
- Metacatharsius rochai
- Metacatharsius rosinae
- Metacatharsius rubidus
- Metacatharsius rugosipennis
- Metacatharsius seminulum
- Metacatharsius simulator
- Metacatharsius tchadensis
- Metacatharsius tenellus
- Metacatharsius togoensis
- Metacatharsius transvaalensis
- Metacatharsius trianguliceps
- Metacatharsius tricarenatus
- Metacatharsius troglodytes
- Metacatharsius tuberifrons
- Metacatharsius useramus
- Metacatharsius wittei
- Metacatharsius zuluanus